# Дымшиц, Александр Львович
Александр Львович Дымшиц (29 июня [12 июля ] 1910, Ревель, — 6 января 1975, Москва) — советский литературовед, литературный и театральный критик, доктор филологических наук, член-корреспондент Академии искусств ГДР. Участник Великой Отечественной войны.

## Биография
Родился в Ревеле (ныне — Таллин). Отец — Лев Исаакович Дымшиц, инженер-химик, окончил Дрезденскую высшую техническую школу. Мать — Ида Исидорова Гольдберг, дочь книгоиздателя, владельца крупного издательского дела в Петербурге и Берлине, актриса, выступала в театральной антрепризе. Получил прекрасное домашнее образование, свободно владел тремя иностранными языками (немецкий, английский и французский). Окончил немецкую школу Анненшуле, так немецкий был для него вторым родным языком.
В 1930 году окончил Институт истории искусств, с того же года работал в Пушкинском Доме. В 1933 году поступил в аспирантуру Ленинградского педагогического института им. А. И. Герцена и в 1936 году защитил кандидатскую диссертацию о рабочем фольклоре. В 1940—1941 годах был членом редколлегий журналов «Резец» и «Ленинград». В феврале 1940 года стал заместителем директора Пушкинского Дома по научной работе, а с октября того же года — исполняющим обязанности профессора филологического факультета Ленинградского университета.
В первые дни Великой Отечественной войны ушёл добровольцем на фронт — в качестве политработника; в 1941 году — старший литсотрудник, завотделом газеты «Знамя победы» 23-й армии Ленинградского фронта. С 1942 года — старший инструктор 7-го отдела политуправления этого же фронта. С 1945 года — инспектор по немецкой печати политуправления 1-го Белорусского фронта.
С июня 1945 по декабрь 1949 года в звании майора, а позже подполковника служил начальником отдела культуры в Управлении пропаганды Советской военной администрации (СВАГ) в Берлине — «культурофицером», как говорили в те годы немцы. На этом посту ему довелось встречать возвращавщихся из эмиграции и из концлагерей деятелей культуры, помогать им определиться с работой и жильём. В ряде случаев он помогал им пройти курс лечения в СССР, как это было, в частности, с Эрнстом Бушем. Дымшиц непосредственно открывал в послевоенном Берлине Немецкий театр, а также легендарные «Комише опер», «Берлинер ансамбль», киностудию ДЕФА. В издававшейся Советской военной администрацией газете «Ежедневное обозрение» (Tägliche Rundschau), по свидетельствам современников, благодаря Дымшицу печатались такие статьи и проводились такие дискуссии, которые в СССР в то время были немыслимы. В апреле 1948 года получил партийный выговор «за участие в издании газетой „Тэглихе Рундшау“ политически вредного альбома гравюр».
В 1949 году вернулся в Ленинград, работал сначала в Государственной Публичной библиотеке, в июне 1950 года был зачислен старшим научным сотрудником в Пушкинском Доме. Одновременно — доцент кафедры русской литературы в ЛГПИ им. Герцена. С 1956 по 1959 год руководил Институтом театра, музыки и кинематографии.
Был членом редколлегий ряда изданий: в 1957—1961 годах — журнала «Звезда», одновременно в 1959—1962 годах — газеты «Литература и жизнь». В 1961—1962 годах был заместителем главного редактора журнала «Октябрь», с 1963 года — членом редколлегии журнала «Вопросы литературы», с 1964 года — журнала «Знамя».
В 1959 году был назначен заместителем главного редактора газеты «Литература и жизнь» и переехал в Москву. Преподавал в Литературном институте им. М. Горького. В 1966 году присвоена степень доктора наук за работы по истории немецкой литературы.
С 1963 по 1966 год работал главным редактором сценарно-редакционной коллегии Государственного комитета по кинематографии, с 1964 по 1968 год был заведующим кафедрой сценарно-киноведческого факультета ВГИКа. В 1972—1975 заместитель директора ИМЛИ по науке.
Выступал в печати с 1928 года. Автор многочисленных статей о русской и советской литературе, многие его работы посвящены немецкой литературе XIX и XX веков; ему принадлежат также переводы произведений Бертольта Брехта и других немецких писателей. Подготовил к изданию ряд книг «Библиотеки поэта»: «С. Есенин» (1940, малая серия), «И. Суриков» (1939, 1948, малая серия), «С. Надсон» (1949, малая серия), «Революционная поэзия» (1954, большая серия), «Осип Мандельштам» (1973, большая серия).
Скончался 6 января 1975 года на 65-м году жизни. Похоронен на Новодевичьем кладбище Москвы.

## Семья
- Первая жена — Надежда Осиповна Оршер (1910—1976), дочь писателя-сатирика И. Л. Оршера, историк по образованию, окончила ЛГУ.
- Вторая жена — Галина Яковлевна Снимщикова (1908—1991), переводчик с немецкого (И. Р. Бехер, Б. Келлерман, Э. М. Ремарк).
- Тётя — Софья Исааковна (Сара Айзиковна) Дымшиц, художница-авангардистка.
- Двоюродный брат — Андре (Абрам Наумович) Костеланец (1901—1980), кинокомпозитор.
- Дети: Елена Александровна Мовчан (род 1937), литератор, переводчик; в 1962—1993 годах редактор, член редколлегии журнала «Дружба народов». Нина Александровна Дымщиц (род. 1949), киновед, доцент ВГИКа, член редколлегии журнала «Киноведческие записки».

## Награды
- Орден Отечественной войны 2-й степени (30.07.1944)
- Орден Красной Звезды (22.07.1945)
- Медаль «За оборону Ленинграда» (1943)
- Медаль «За победу над Германией в Великой Отечественной войне 1941—1945 гг.»
- Юбилейная медаль «Двадцать лет Победы в Великой Отечественной войне 1941—1945 гг.».
- Медаль «В ознаменование 100-летия со дня рождения Владимира Ильича Ленина»
- Медали СССР
- Medaille für Kämpfer gegen den Faschismus 1933 bis 1945

## Сочинения
- Литература и фольклор. — М.: Гослитиздат, 1938.
- Мартин Андерсен-Нексё. — М.: Гослитиздат, 1951.
- Литература и народ (сборник статей). — Л.: Лениздат, 1958.
- В великом походе. — М.: Советский писатель, 1962.
- Георгий Гулиа. — Сухуми, 1965, 1971, 1979.
- Звенья памяти. — М.: Советский писатель, 1968; изд. 2-е, доп., 1975.
- Проблемы и портреты. — М.: Современник, 1972.
- За и против.— М.: Правда, 1972.
- К. Маркс и Ф. Энгельс и немецкая литература. — М.: Художественная литература, 1973, 1977.
- Нищета советологии и ревизионизма. — М.: Художественная литература, 1975.
- Любовь моя, Армения! — Ереван, 1978.
- Избранные работы в 2-х томах. — М.: Художественная литература, 1983.